# 塞霍夫 (伯恩州)
塞霍夫是瑞士的城鎮，位於該國中西部，由伯恩州負責管轄，面積8.41平方公里，六成半土地是森林，海拔高度752米，2011年人口70，人口密度每平方公里8人。